# Gangneung City FC
Gangneung City Football Club (kor. 강릉시청 축구단) – południowokoreański klub piłkarski z miasta Gangneung, występujący w K3 League.